# Cal (médecine)
Pour les articles homonymes, voir Cal et Cor.
 Mise en garde médicale

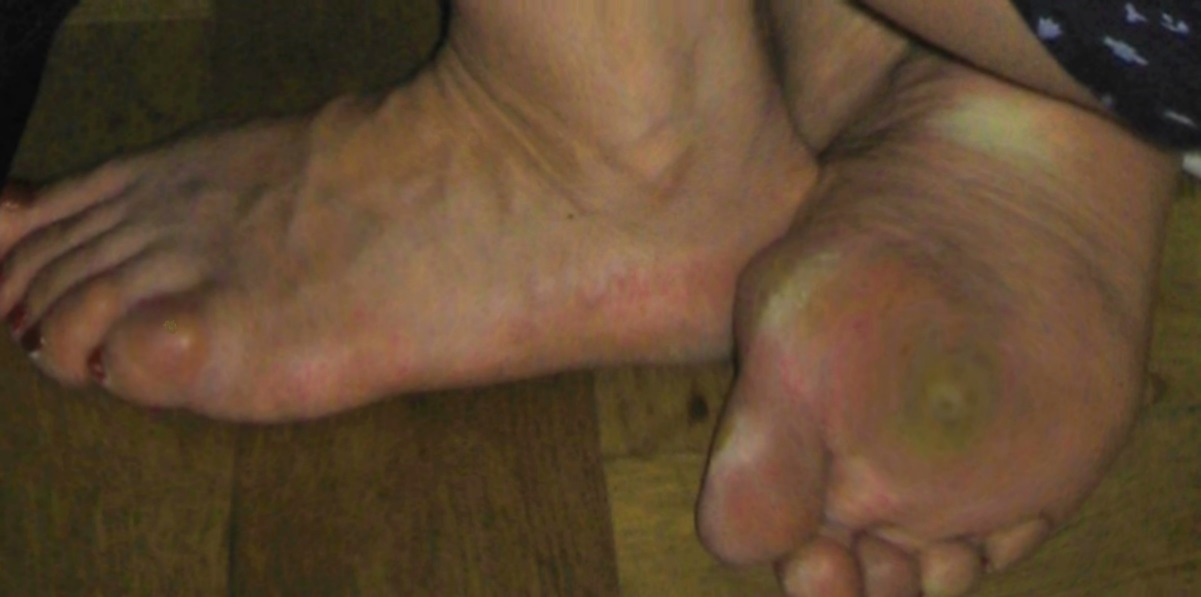
Cor douloureux sur le petit orteil et verrue profonde et très douloureuse sur la plante du pied

Cet article concerne les cals et les cors de la peau humaine. Voir également les pages d'homonymie Cal  et Cor .
En dermatologie, un cal est une induration de la peau, qui s'est épaissie et durcie (devenue calleuse) en réaction à un contact ou une pression répétés. Du fait de la fréquence de ces contacts, on ne trouve en général les cals que sur les mains ou les pieds. Les cals sont en général inoffensifs, mais peuvent constituer parfois une source de problèmes, comme des infections.

## Cors
Les cors sont des cals d'une forme particulière qui en général se présentent sur des surfaces cutanées minces ou glabres (sans poils et lisses), en particulier au sommet des orteils ou des doigts. Ils peuvent parfois survenir sur les surfaces cutanées les plus épaisses de la paume ou de la voûte plantaire. Les cors se forment quand le point de pression contre la peau trace un chemin elliptique ou semi-elliptique. Cela forme une masse de tissu, au centre de laquelle est le point de pression, qui s'agrandit graduellement. S'il y a une stimulation constante des tissus produisant le cor, même après que le cor a été ôté chirurgicalement ou la cause de la pression éliminée, la peau peut continuer à croître sous forme de corne.

## Anecdote
Depuis le XIXe siècle, un cor entre deux orteils, typiquement centré d'un point noir et entouré d'une aréole rouge est appelé «œil-de-perdrix» en médecine .